# Cory Smythe
Cory Smythe (1977) is een Amerikaanse jazz- en klassiek pianist, die zich ook bezighoudt met improvisatiemuziek.

## Biografie
Smythe studeerde aan de Indiana University, vooral bij Luba Edlina-Dubinsky en aan de University of Southern California bij Stewart Gordon. Smythe speelde klassieke, eigentijdse klassieke muziek en improvisaties. Hij overschrijdt ook de grens naar de jazz. Hij treedt zowel solistisch alsook als ensemblelid op van het International Contemporary Ensemble (ICE) en was vertolker van werken van Philippe Hurel, Magnus Lindberg en David Lang. Tijdens meerdere concertreizen heeft hij de violiste Hilary Hahn op de piano begeleid. Hun inspeling van 27 door Hilary Hahn in opdracht gegeven toegiften (In 27 Pieces: The Hilary Hahn Encores) verscheen in 2013 bij Deutsche Grammophon en werd in 2015 onderscheiden met een Grammy Award.
Volgens Tom Lord was hij bovendien betrokken bij opnamesessies van Anthony Braxton, Vijay Iyer, Pete Robbins, Biagio Coppa, Tyshawn Sorey (The Inner Spectrum of Variables, 2016), Devin Gray en Timuçin Şahin. In 2017 trad hij op als lid van het Tyshawn Sorey Trio tijdens het Jazzfest Berlin.

## Onderscheidingen
In 2015 werd haar samen met Hilary Hahn voor In 27 Pieces – The Hilary Hahn Encores de Grammy Award verleend in de categorie «Best Chamber Music/Small Ensemble Performance».

## Discografie
- 2007: Tyshawn Sorey That/Not (Firehouse)
- 2013: Anthony Braxton: Composition 30 (New Braxton House) pianosolo
- 2013: Iannis Xenakis: Palimpsest met ICE (Mode Records)
- 2013: Hilary Hahn/Cory Smythe In 27 Pieces: The Hilary Hahn Encores
- 2014: Vijay Iyer / Prashant Bhargava  Radhe Radhe (Rites of Holi) met ICE (ECM)
- 2015: Stephan Crump / Ingrid Laubrock / Cory Smythe: Planktonic Finales (Intakt)
- 2018: Circulate Susanna (Pyroclastic)
- 2018: Cory Smythe, Peter Evans: Weatherbird (More Is More Records)
- 2019: Stephan Crump, Ingrid Laubrock, Cory Smythe: Channels (Intakt Records)

- Bibliothèque nationale de France: cb16921951k (data)
- Gemeinsame Normdatei: 1050855418
- International Standard Name Identifier: 0000 0004 4247 8491
- Library of Congress Control Number: no2014001837
- MusicBrainz: 4721c033-1854-47b6-aa4c-b8bcb4fa47f1
- Nationale Bibliotheek van Tsjechië: pag20191037131
- Virtual International Authority File: 305949260
- WorldCat: E39PBJmhTGfKH8GktgTw7BdYT3